# Гольдштейн Максиміліан
Максиміліан Мордехай Ґольдштейн (9 грудня 1880, Львів — 1942 (?)) — колекціонер, мистецтвознавець, один із ініціаторів створення Єврейського музею у Львові, засновник першого у Львові приватного музею єврейських старожитностей, фахівець з нумізматики, фалеристики, єврейського мистецтва та народних промислів. Відомий серед сучасників за прізвиськом «Невтомний Макс» завдяки його праці по збереженні культурної спадщини єврейського народу.

## Життєпис
Максиміліан Ґольдштейн народився у Львові 9 грудня 1880 року у родині кравця  Ісака Герша (Германа) Ґольдштейна (1854—1832) та Ельки (Елізи) Фрадель з роду Баум (1864—1932). Ісак Ґольдштейн до кінця XIX ст. мав скромну крамничку висококласного чоловічого одягу власного виготовлення. У Максиміліана  було ще двоє молодших братів — Мартін і Зиґмунт.  Родина Ґольдштейн пишалася тим, що одним з їхніх далеких предків (XVII ст.) був рабин Давид бен Шмуель Га-Леві, засновник єшиви в Острозі, автор коментаря до «Шульхан Арух» під назвою « Турей Загав», а також рабин  синагоги «3олота Роза» у Львові. Родина Ґольдштейнів проживала у Львові на вулиці Собєського (нині Братів Рогатинців).

Працював банківським службовцем та виконував обов'язки судового експерта у сфері нумізматики.

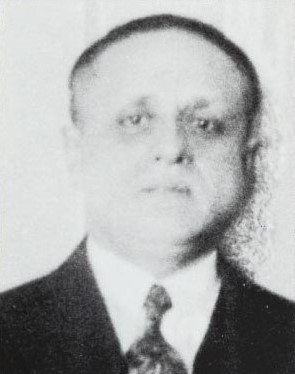
Максиміліан Ґольдштейн 1920-1930-ті рр.

У 1908 р. обраний дійсним членом «Нумізматичного товариства» у Відні. У 1910 р. Ґольдштейн бере участь у нумізматичному конгресі у Брюсселі, де виступає з доповіддю, присвяченою нумізматичним і медальним колекціям Львова.
У 1910 р. відбувається зміна в поглядах Ґольдштейна щодо основного напряму свого колекціонування — ним стає єврейська етнографія, художні ремесла та сучасне єврейське мистецтво. Він виступає на зборах львівського кагалу з планом створення у Львові першого в Галичині музею для збереження історико-культурних пам'яток єврейського народу. Згодом Ґольдштейн сформулював цілі і статут майбутнього єврейського музею та починає формувати колекцію, яка повинна була включати книги, документи, картини, плани міських кварталів з єврейським населенням, предмети культу та ін. Рада єврейської громади міста схвалила ідею створення музею, але в той період до реалізації справа не дійшла.
У 1911 р. Ґольдштейн заснував у Львові «Товариство любителів єврейського мистецтва» і розпочав активну кампанію з роз'яснення історично-культурологічного значення пам'яток, необхідності їхнього збереження, ролі музеїв і колекцій у цій справі. З цією метою він видає листівки, кожна з яких містила інформацію на шести мовах — польській, німецькій, українській, російській, англійській, їдиш. Публікує у львівських газетах відкритого листа до молоді із закликом про потребу і важливість збирання історико-етнографічного матеріалу для створення єврейського музею у Львові. У 1913 р. надає матеріали своєї колекції для організації ювілейної виставки, присвяченої Ю. Понятовського. У 1914 р., перед початком Першої світової війни, організував виставку робіт художника з Дрогобича Ефраїма Моше Ліліена, з яким Ґольдштейна пов'язувала тривала дружба. Роботи художника, в тому числі багато з дарчим написом автора, а також 50 листів Ліліена увійшли до колекції Ґольдштейна. З початку Першої Світової війни Ґольдштейн виїжджає до Відня як співробітник кредитної установи для торгівлі і промисловості, евакуйованої зі Львова та забирає з собою свою колекцію старожитностей.

### Міжвоєнний період в Польщі

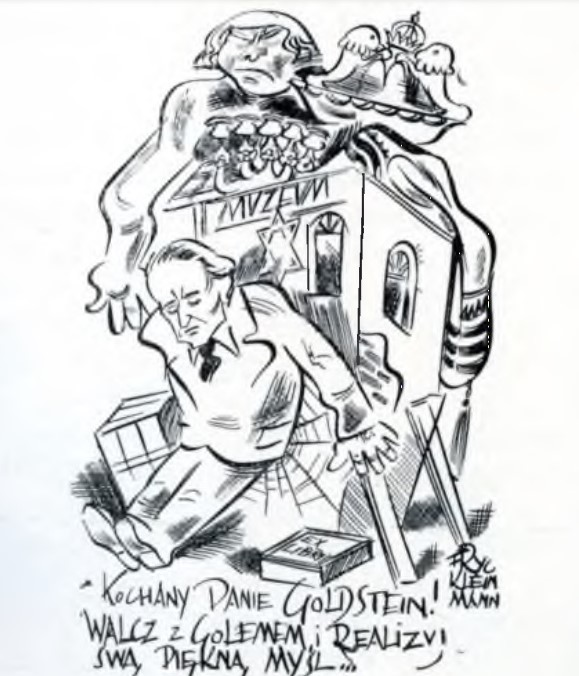
Максиміліан Ґольдштейн на карикатурі Фріца Клейнмана 1920-х років, надрукована в «Kultura i sztuka ludu żydowskiego na ziemiach polskich». Карикатура відображає погляд автора на внесок Ґольдштейна у створення музею єврейської старовини.

Наприкінці літа 1917 р. Ґольдштейни повертаються до Львова, але вже в 1918 р. через загострення військового протистояння в Галичині змушені евакуюватися до Кракова, де і перебувають до 1920 р.
У 1918—1919 рр. у Кракові Ґольдштейн концентрується на оформленні каталогу своєї колекції юдаїки, а в січні 1920 р. завершує каталог.
Відомо, що вже наприкінці 1920 р. М. Ґольдштейн надає матеріали своєї колекції для організації виставок. На основі його зібрання гравюр була підготовлена і з успіхом експонувалася у Львові в грудні 1920 — січні 1921 р. виставка японської графіки.
З початком 1920-х питання дослідження та збереження єврейської культурної спадщини та створення Єврейського музею у Львові актуалізувалось, проте просувалося доволі повільно.  
З 1920-х рр. Ґольдштейн у своєму приватному помешканні — 5-кімнатній квартирі № 6 на вул. Новий Світ 15, у Львові організував, перший приватний музей єврейських старожитностей, основою якого стала його колекція. Він радо запрошував відвідати його музей тогочасних інтелектуалів зі свого кола спілкування, про що є підтвердження у «Пам'ятній книзі» відвідувачів музею. Серед записів у книзі можна побачити таких знаних діячів української культури як Іларіон Свєнціцький, Олекса Новаківський, Станіслав Гординський.
Крім колекціонування, діяльність М. Ґольдштейна несла у собі великий просвітницький потенціал (зокрема, він закликав громадськість звертати більше уваги на охорону стародавніх єврейських цвинтарів у регіоні та більш широкого кола пам'яток).
Знаковою подією єврейської громади Львову було утворення у 1925 р. Ради з охорони пам'яток єврейського мистецтва(Кураторіум) при релігійній юдейській громаді міста.
1928 р. Кураторіум уперше у Львові провів публічну виставку стародавніх єврейських книг і предметів мистецтва, на якій були виставлені також об'єкти з колекції М. Ґольдштейна.
1930 р. Ґольдштейн починає працювати над «працею свого життя», за висловом самого Ґольдштейна, — книгою-каталогом «Культура і мистецтво єврейського народу на польських землях».

В березні-квітні 1933 р. у Львові на базі Музею художнього промислу відбувалася велика  виставка єврейського мистецтва, у підготовці експозиції якої  брало Товариство друзів Єврейського музею у Львові, створене у середині 1931 р.. Рада Музею художнього промислу обрала М. Ґольдштейна членом виконавчого комітету виставки і запросила його як експонента. З досі нез'ясованих і незрозумілих міркувань М. Ґольдштейн у своєму листі від 1 лютого 1933 р. відмовився від цієї пропозиції. Проте, відомо, що певна кількість предметів з колекції М. Ґольдштейна експонувалися на виставці. На думку Фаїни Петрякової: 
Експозиція замислювалася як конкретний крок до створення Музею єврейської старовини.
У передмові до каталогу директор Міського музею художньої промисловости Казімєж Хартлєб зазначив, що першим, хто у найширших громадських колах посіяв ідею необхідності створення Єврейського музею, був М. Ґольдштейн. Єврейський музей у Львові був відкритий 17 травня 1934 р. на другому поверсі приміщення юдейської громади Львова за адресою Бернштайна 12(сучасна Шолом Алейхема 12).
1935 р. вийшла друком спільна праця Максиміліана Ґольдштейна та Карла Дрезднера  «Kultura i sztuka ludu żydowskiego na ziemiach polskich»(Культура і мистецтво єврейського народу на польських землях). Наклад праці був 1000 примірників і на даний момент вважається бібліографічною рідкістю.

### Радянський період
25 листопада 1939 р. Комісією з охорони пам'ятників культури при Тимчасовому управлінні Львівської області М. Ґольдштейн був тимчасово призначений керівником Єврейського музею у Львові. Згодом Єврейський музей було приєднано до Міського музею художнього промислу, а Ґольдштейн зарахований старшим науковим співробітником. 

#### Німецька окупація та Голокост
З початком радянсько-німецького етапу Другої Світової війни Львів і музей в якому працював Ґольдштейн опинилися в зоні німецької окупації.
Вже 4 липня 1941 німецька адміністрація Львова видала розпорядженням про негайне відсторонення співробітників єврейської національності від роботи в різного роду установах, зокрема і музеях. Уже в переліку, датованому 4 липня 1941 р., у числі співробітників Музею художнього промислу М. Ґольдштейна не було.
Оцінивши неспокійне становище в окупованому Львові, М. Ґольдштейн і дирекція Музею художнього промислу 7 липня 1941 р. погодили питання про прийом Ґольдштейнівської колекції у депозит музею. Одночасно було вирішено, що зібрання, як особливий фонд, залишається у помешканні М. Ґольдштейна, а сам колекціонер набуває статусу хранителя, відповідального за збереження цінностей міського музею.
6 грудня 1941 р. родина Ґольдштейнів були переселені до гетто і проживали там за адресою вул. Паненська (тепер Заводська), 9, кв. 28..

В 1942 р. Ґольдштейн продовжує працювати в Музеї художнього промислу, впорядковуючи колекцію єврейських старожитностей. Поруч з ним у музеї працюють його дружина та донька. В зверненні до німецької адміністрації від серпня 1942 р. Ґольдштейн згадує вже лише себе і доньку. Виключений зі штату Музею художнього промислу, М. Ґольдштейн продовжував там служити як «працюючий єврей під № 31596». З листа Ґольдштейна від 20.08.1942:
«Я можу тільки просити залучити мене до такої роботи, щоб, у випадку чергового виселення зі Львова — і як особливу милість — мене і мою працюючу дочку (мельдкарте 20331) залишити у Львові».
Документів і свідчень з інформацією про смерть і обставини загибелі Ґольдштейна та його родини на даний момент не виявлено. Є кілька версій де могло обірватись життя Ґольдштейна: безпосередньо у Львівському гетто, у таборі Бєлжець чи Янівському концтаборі.

## Колекція Максиміліана Ґольдштейна

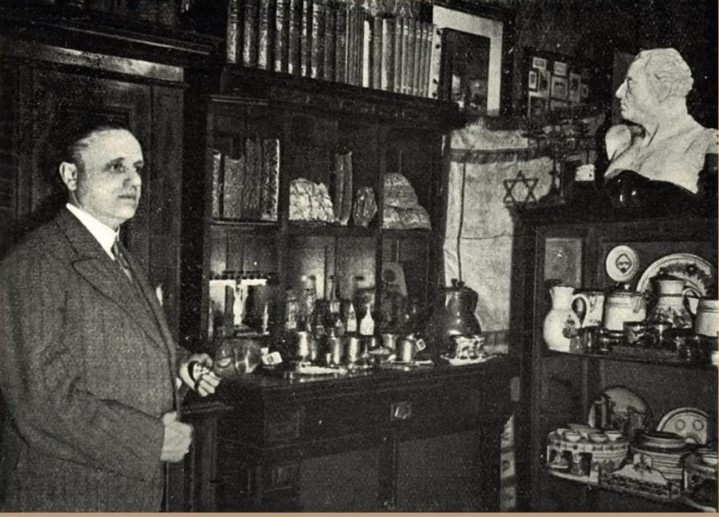
Максиміліан Ґольдштейн, на фоні своєї приватної колекції єврейських старожитностей у власному помешканні у Львові на вул. Новий Світ 15, фото Яніни Мерзецької 1934 р.

М. Ґольдштейн збирав свою колекцію з початку 1900-х років і до початку Другої світової війни. Достеменно невідома точна кількість предметів колекції Ґольдштейна. Таїсія Сидорчук, дослідниця життя і діяльності М. Ґольдштейна, припускає, що повна колекція містила не менше 3000 одиниць зберігання.
М. Ґольдштейн систематизував свою колекцію за такими групами: старожитності родинного та громадського життя; портрети, типи і карикатури; одяг та біжутерія; предмети до шабату і свят; малюнки та фотографії синагог, кладовищ, мецавот; картини, екслібриси, плакати; рукописи і книги.
Після Другої світової війни колекція М. Ґольдштейна розпорошується по фондосховищах кількох музейних інституцій: Музей етнографії та художнього промислу м. Львова, Львівська національна галерея мистецтв, Львівський музеї історії релігії, Львівський історичний музей.
З початку 1990-х рр. окремі предмети колекції Ґольдштейна експонуються на тимчасових експозиціях різних музейних інституціях.
За словами Т.Сидорчук «Якщо у Львові знову постане Єврейський музей, то безперечно центральне місце в його експозиції мала би зайняти колекція Максиміліана Ґольдштейна».

В 2018 році у Музеї етнографії та художнього промислу м. Львова було організовано тимчасову виставку частини колекції Ґольдштейна ось який відгук залишив про неї історик Йоханан Петровський-Штерн:
«Колекція на виставці у Львові не має рівних у світі. Вона показує життя єврейського народу: як живе єврейський ремісник, різьбяр, знайомить із предметами для ритуального вжитку на кожен день. Окремі речі презентували за кордоном, але у такому обсязі вперше від 1933 року. Ця збірка збереглась як частина колекції художньо-промислового музею, який радянська влада закрила і на його базі створила у 1951 році Музей етнографії»

## «Kultura i sztuka ludu żydowskiego na ziemiach polskich»[9]
«Kultura i sztuka ludu żydowskiego na ziemiach polskich»(Культура і мистецтво єврейського народу на польських землях) — книга-каталог, написана Максиміліаном Ґольдштейном спільно з Каролем Дрезднером в 1935 р. Книга об'ємом 208 сторінок, містить 158 оригінальних зображень, в тому числі фотографій, гравюр з колекції Ґольдштейна. Книга тиражем 1000 примірників була видана власним коштом Максиміліана Ґольдштейна. Кожен з примірників книги був пронумерований.

Відомий історик та дослідник юдаїки Мейер Балабан так відгукувався про  дану книгу:
«Це не каталог, а радше ключ до розуміння єврейського мистецтва та культури»
Цікавим фактом пов'язаним з виданням книги є те, що Максиміліан Ґольдштейн надіслав по примірнику книги двом одіозним лідерам міжвоєнної Європи Беніто Муссоліні та Адольфу Гітлеру.

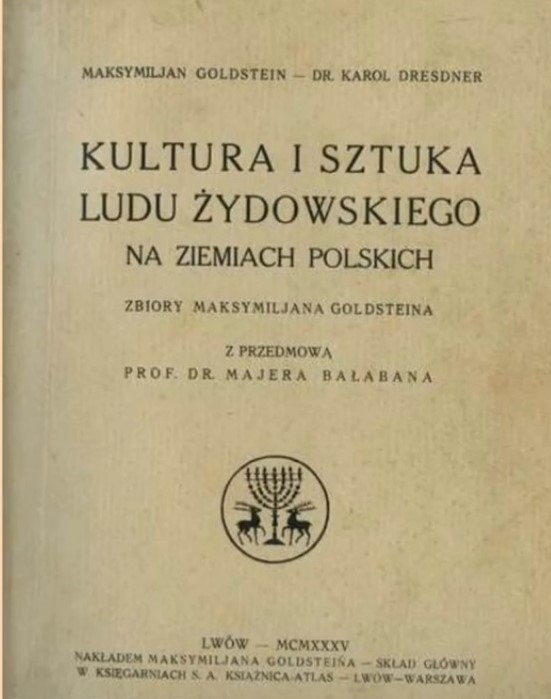
"Kultura i sztuka ludu żydowskiego na ziemiach polskich",1935.
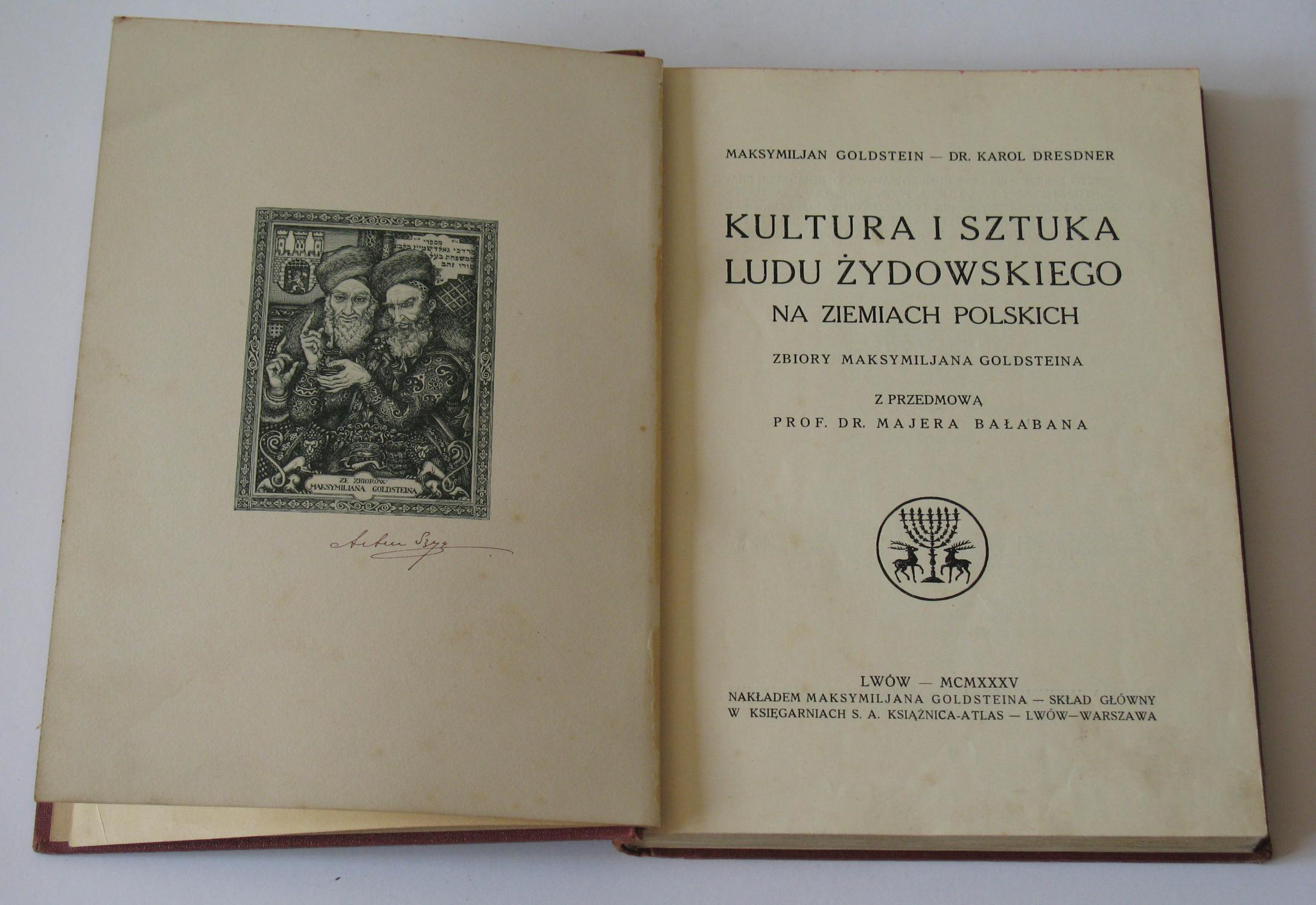
"Kultura i sztuka ludu żydowskiego na ziemiach polskich",1935.

## Родина
У 1915 р. у Відні одружився з Нусею-Фанні Левенкрон. У подружжя Ґольдштейнів було двоє дочок Лілі та Ірена, що народилися у Львові, відповідно 2 вересня 1917 р. та 12 квітня 1924 р.. Ніхто з родини Максиміліана Ґольдштейна не пережив Голокосту. Останні підтверджені згадки про Ґольдштейнів обриваються 1942 р.. 

## Архівна спадщина
Більшість особистих документів М. Ґольдштейна, матеріалів про його професійну, громадську й колекціонерську діяльність, а також та частина його колекції, що дійшла до наших часів, зберігаються у львівських архівних, музейних і наукових інституціях, зокрема в :
- Центральному державному історичному архіві м. Львова (далі: ЦДІА, м. Львів) (фонди 761, 701, 61)
- Державному архіві Львівської області (далі: ДАЛО) (фонд 35)
- Музеї етнографії та художнього промислу Інституту народознавства Національної Академії Наук України,
- Львівському музеї історії релігії.
- Львівській національній галереї мистецтв,
- Львівському історичному музеї.